# 金子村 (新潟県)
金子村（かねこむら）は、かつて新潟県南蒲原郡にあった村。

## 沿革
- 1889年（明治22年）4月1日 - 町村制の施行により、南蒲原郡金子新田、西鱈田村、東鱈田村、西中村、南入蔵村、入蔵新田及び袋村の区域をもって、南蒲原郡金子村が発足する。
- 1901年（明治34年）11月1日 - 南蒲原郡本城村、槻田村及び金子村が合併して、南蒲原郡本城寺村が発足する。